# Lier Station (1872-1973)
 Ikke at forveksle med Lier Station.
Lier Station (Lier stasjon) var en jernbanestation på Drammenbanen, der lå i Lierbyen i Lier kommune i Norge.
Stationen åbnede sammen med Drammenbanen 7. oktober 1872. Den bestod af flere spor og en stationsbygning i træ opført efter tegninger af Georg Andreas Bull. Stationen blev nedlagt 3. juni 1973, da Lieråsen tunnel åbnede, og banen fik et andet trace mellem Asker og Brakerøya. På den nye strækning åbnedes som erstatning Tuverud Station, der skiftede navn til Lier Station i 1996.
12. juli 1904 åbnede privatbanen Lierbanen fra Lier til Svangstrand ved Tyrifjorden. Trafikken på banen blev indstillet 23. oktober 1932, men strækningen fra Lier til Tronstad Bruk blev udlejet til sidstnævnte fra 1934 til 1936, før banen blev nedlagt 1. januar 1937.